# Konrad von Hanau (Dechant)
Konrad von Hanau  (nachgewiesen: 1388–1419) war Kleriker und ein jüngerer Bruder Reinhards II., Herr von Hanau.

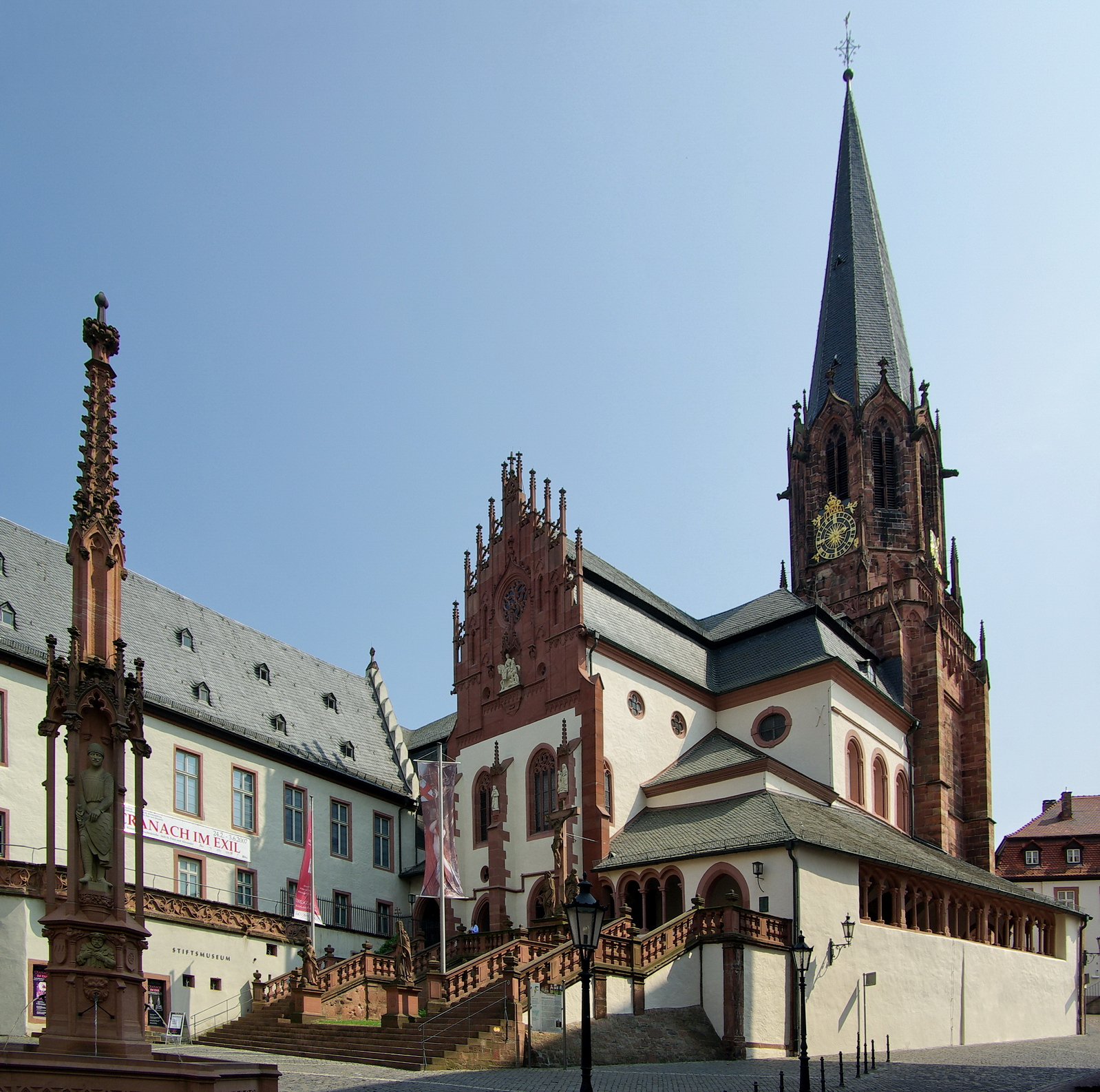
Peter und Alexander in Aschaffenburg

Konrad von Hanau war ein Sohn Ulrichs IV. von Hanau und dessen Ehefrau Elisabeth von Wertheim. Konrad wurde Kleriker, da im Haus Hanau die Primogenitur galt und immer nur der älteste Bruder heiraten durfte und erbte. Die Laufbahn als Geistlicher gewährte eine standesgemäße Versorgung, ohne dass die Primogenitur gefährdet wurde. Einer der Söhne Ulrichs IV., es könnte Konrad gewesen sein, war 1390 als Student in der Universität Heidelberg eingeschrieben. Der entsprechende Eintrag in den Matrikeln nennt keinen Rufnamen, sondern spricht nur von einem „domicellus de Hanaw“. Die geistliche Laufbahn, die Konrad einschlägt, und der für diese Generation der Familie von Hanau relativ späte Studientermin sprechen dafür, dass es sich um Konrad, den vermutlich jüngsten Bruder, handelte – ein Beweis ist das selbstverständlich nicht.
Als geistliche Ämter sind von ihm belegt:
- Stiftsherr an St. Peter und Alexander in Aschaffenburg
- Scholaster, als solcher erwähnt: 1402
- Dechant an St. Peter und Alexander in Aschaffenburg

Ob – und wenn ja, welche – Rolle er in der „Palastrevolution“ seiner beiden älteren Brüder, Reinhard II. und Johann von Hanau, 1404 gegen den ältesten Bruder Ulrich V. spielte, ist nicht nachweisbar. Lediglich aus dem Jahr 1409 ist eine Urkunde bekannt, in der er an die Sieger der Revolte, Reinhard II. und Johann, Familienpapiere herausgibt, die ihm von dem abgesetzten Ulrich V. übergeben worden waren.
Sein Todesjahr ist nicht bekannt. Als lebend belegt ist er zuletzt 1419.

## Vorfahren
| Ahnentafel von Konrad von Hanau | Ahnentafel von Konrad von Hanau                                                                       | Ahnentafel von Konrad von Hanau                                                                              | Ahnentafel von Konrad von Hanau                                                     | Ahnentafel von Konrad von Hanau                                                                              | Ahnentafel von Konrad von Hanau | Ahnentafel von Konrad von Hanau |
| ------------------------------- | --- | --- | ----------------------------------------------------------------------------------- | --- | ------------------------------- | ------------------------------- |
| Urgroßeltern                    | Ulrich I. von Hanau (* 1250/60; † 1305/06) ⚭ Elisabeth von Rieneck-Rotenfels (* ca. 1260; † ca. 1300) | Kraft I. von Hohenlohe-Weikersheim (nachgewiesen 1260–1312) 2. ⚭ vmtl. Margarethe von Truhendingen-Dillingen | König Adolf von Nassau (1255 - † 1298) ⚭ Imagina von Isenburg-Limburg († nach 1313) | Landgraf Heinrich d. J. von Hessen (* ca. 1264; † ca. 1298) ⚭ Agnes von Bayern (* ca. 1276/1277; † ca. 1340) |                                 |                                 |
| Großeltern                      | Ulrich II. von Hanau (* 1280; † 1346) ⚭ Agnes von Hohenlohe-Weikersheim (* vor 1295; † 1342/44)       | Ulrich II. von Hanau (* 1280; † 1346) ⚭ Agnes von Hohenlohe-Weikersheim (* vor 1295; † 1342/44)              | Gerlach I. von Nassau (nachgewiesen 1288–1361) ⚭ Agnes von Hessen († 1322)          | Gerlach I. von Nassau (nachgewiesen 1288–1361) ⚭ Agnes von Hessen († 1322)                                   |                                 |                                 |
| Eltern                          | Ulrich III. von Hanau ⚭ Adelheid von Nassau († 1344)                                                  | Ulrich III. von Hanau ⚭ Adelheid von Nassau († 1344)                                                         | Ulrich III. von Hanau ⚭ Adelheid von Nassau († 1344)                                | Ulrich III. von Hanau ⚭ Adelheid von Nassau († 1344)                                                         |                                 |                                 |
| Konrad von Hanau                | | |                                                                                     | |                                 |                                 |

## Verweise
1. ↑  Gustav Toepke, Die Matrikel der Universität Heidelberg von 1386 – 1662, Heidelberg 1884, Bd. 1, S. 43; Adolf Stölzel, Die Entwicklung des gelehrten Richtertums in den deutschen Territorien : Eine rechtsgeschichtliche Untersuchung mit vorzugsweiser Berücksichtigung der Verhältnisse im Gebiet des ehemaligen Kurfürstentums Hessen, Bd. 2, Stuttgart 1872, ND 1964, S. 52, setzt diese Erwähnung versehentlich auf das Jahr 1389 an.

| Personendaten    | Personendaten                  |
| ---------------- | ------------------------------ |
| NAME             | Hanau, Konrad von              |
| KURZBESCHREIBUNG | Dechant am Stift Aschaffenburg |
| GEBURTSDATUM     | vor 1388                       |
| STERBEDATUM      | nach 1419                      |